# Wanzia
Wanzia fako es una especie de araña araneomorfa de la familia Cyatholipidae. Es la única especie del género monotípico Wanzia.  Es nativa de Camerún, Bioko y Guinea Ecuatorial.